# 金浦警察署
金浦警察署（キムポけいさつしょ）は、京畿地方警察庁所管の警察署である。

## 管轄区域
- 金浦市

## 沿革
- 1945年10月21日 -国立警察開設とともに、京畿道警察部傘下の警察署として開所
- 1963年1月1日 - 陽東面・陽西面がソウル特別市永登浦区に編入されたことに伴い永登浦警察署に移管。
- 1973年7月1日 - 富川郡桂陽面・吾丁面を編入したことに伴い富平警察署から編入。
- 1975年10月1日 - 吾丁面を富川市に編入したことに伴い管轄を富平警察署に戻す。
- 1989年1月1日 - 桂陽面を仁川直轄市北区に編入したことに伴い富平警察署に移管。
- 1995年1月1日 - 黔丹面を仁川広域市西区に編入したことに伴い仁川西部警察署に移管。

## 管轄派出所
- 陽村派出所
- 金浦ターミナル派出所
- 沙隅派出所
- 場基派出所
- 通津派出所
- 大串派出所
- 月串派出所
- 霞城派出所